# Сентервил (Мичиген)
Сентервил (енгл. Centreville) град је у америчкој савезној држави Мичиген.

## Демографија
По попису из 2010. године број становника је 1.425, што је 154 (-9,8%) становника мање него 2000. године.
| Група             | 2000.         | 2010.         |
| Белци             | 1.484 (94,0%) | 1.317 (92,4%) |
| Афроамериканци    | 39 (2,5%)     | 41 (2,9%)     |
| Азијати           | 4 (0,3%)      | 6 (0,4%)      |
| Хиспаноамериканци | 25 (1,6%)     | 22 (1,5%)     |
| Укупно            | 1.579         | 1.425         |